# Sagittaria brevirostra
Sagittaria brevirostra är en svaltingväxtart som beskrevs av Kenneth Kent Mackenzie och Benjamin Franklin Bush. Sagittaria brevirostra ingår i släktet pilbladssläktet, och familjen svaltingväxter. Inga underarter finns listade.